# Mezzogiorno (singolo)
Mezzogiorno è un singolo del cantautore italiano Jovanotti, pubblicato il 23 gennaio 2009 come quinto estratto dal dodicesimo album in studio Safari.

## Descrizione
Il brano, scritto da Jovanotti, Riccardo Onori e Saturnino, è stato reso disponibile per il download e per l'airplay radiofonico a partire dal 23 gennaio 2009.

## Video musicale
Il videoclip è stato diretto dal regista Maki Gherzi e prodotto da Paolo Soravia. Le coreografie sono state invece curate da Giorgio Rossi (Sosta Palmizi).
Per questo singolo sono stati realizzati quattro video ufficiali: "Versione Elisa", "Versione Emanuel", "Versione Mauro" e "Versione Lorenzo". In ogni versione ciascuna delle persone balla a proprio modo la canzone.
In seguito la casa discografica Soleluna ha indetto un concorso on-line, al fine di realizzare un montaggio, da parte del produttore e del regista, dei vari video realizzati sulle note di Mezzogiorno pubblicati su YouTube dai fan.

Il 21 marzo 2010 si è svolto a Latina un flash mob, il quale ha visto protagoniste centinaia di persone ballare contemporaneamente sulle note di Mezzogiorno. Il video del flash mob è stato poi ripreso e pubblicato sul sito ufficiale di Jovanotti. Sul video Jovanotti ha detto:

## Formazione
- Jovanotti – voce
- Saturnino – basso
- Riccardo Onori – chitarra
- Franco Santarnecchi – tastiera
- Alex Alessandroni Jr. – wurlitzer
- Mylious Johnson – batteria
- Abe Laboriel Jr. – batteria
- Marco Tamburini – tromba
- Roberto Rossi – trombone
- Piero Odorici – sassofono

## Classifiche
| Classifica (2009) | Posizione massima |
| ----------------- | ----------------- |
| Italia            | 26                |